# Корип
Флавий Кресконий Корип (Flavius Cresconius Corippus; Gorippus, Coripp; * 500; † 570) е късноантичен латински поет. Той е смятан за последния значителен латински поет от късната древност.
Произлиза от Северна Африка (както Фулгентий и Луксорий) и живее през 6 век по времето, когато територията около Картаген е владяна от вандалите.
През 550 г. той посвещава на Йоан Троглита (magister militum 546 г.) своя епос Epos Iohannis или De bellis Libycis в осем книги, в които разказва за битките на римляните против маврите. Придържа се към историка Прокопий Кесарийски.
Второто му запазено произведение от 566 или 567 г. е похвалната реч laudem Iustini Augusti Minoris в четири книги, посветена на Юстин II.

### Издания и преводи
- Averil Cameron: Flavius Cresconius Corippus: In laudem Iustini Augusti minoris (In praise of Justin II). London 1976.
- Jacob Diggle und F. R. D. Goodyear: Flavii Cresconii Corippi Iohannidos seu de Bellis Libycis libri VIII. Cambridge 1970 (Edition Iohannis).
- George W. Shea: The Iohannis or de Bellis Libycis of Flavius Cresconius Corippus. Lewiston/NY 1998 (Studies in Classics, Band 7; превод).